# Више мање заувијек
Више мање заувијек, скраћено ВМЗ, хрватска је дискографска кућа из Загреба.

## Издања
Напомена: Наведени су само албуми, мини-албуми и компилације.
- Свемирко — Ванилија (2017)[5]
- Црви — Пише нам се добро (2017)[6]
- Луул — Надам се да ово није крај (2017)[7]
- Свемирко — Тунгузија (2018)[8]
- Луул — Превелика очекивања (2018)[9]
- Црви — Шта си то урадио? (2019)[10]
- Псећа плажа — Повратак у лагуну бр. 07 (2019)[11]
- Псећа плажа — Нијансе (2019)[12]
- Инсан — Инсан & група Људи (2019)[13]
- Ђутко — Слушај мала! (2020)[14]
- Фантом — Карантин (2020)[15]
- Деспот Томић — АнтиРомео (2020)[16]
- Свемирко — Скаламерија (2020)[17]
- Нико Николић — Друго место (2020)[18]
- Пеки Пеле — Дегуте (2020)[19]
- Надир — Заљубљени (2021)[20]
- Питај клинце — Душице... (2021)[21]
- Сијенке — Из сијенке (2021)[22]
- Надир — Тачка гледишта (2021)[23]
- Роги — Ту (2021)[24]
- Надир — Тачка гледишта (Б-стране) (2021)[25]
- Тихи талас — Микрокосмоси (2022)[26]
- Деспот Томић — Дани јутра броје (2022)[27]
- Страсти — Страсти (2022)[28]
- Џијуџицу — Најзад у бескрај (2022)[29]
- Питај клинце — Ствари за сад (2022)[30]
- Францис К. А. — Нежност ретка је (2022)[31]
- Тихи талас — Соба снова (2022)[32]
- Дубак — Дубак (2022)[33]
- Ђутко — Шишај мајсторе! (2023)[34]
- Долорес — Шта те ради (2023)[35]
- Авала 3 — Упркос свему (2024)[36][37]